# Shannon Purser

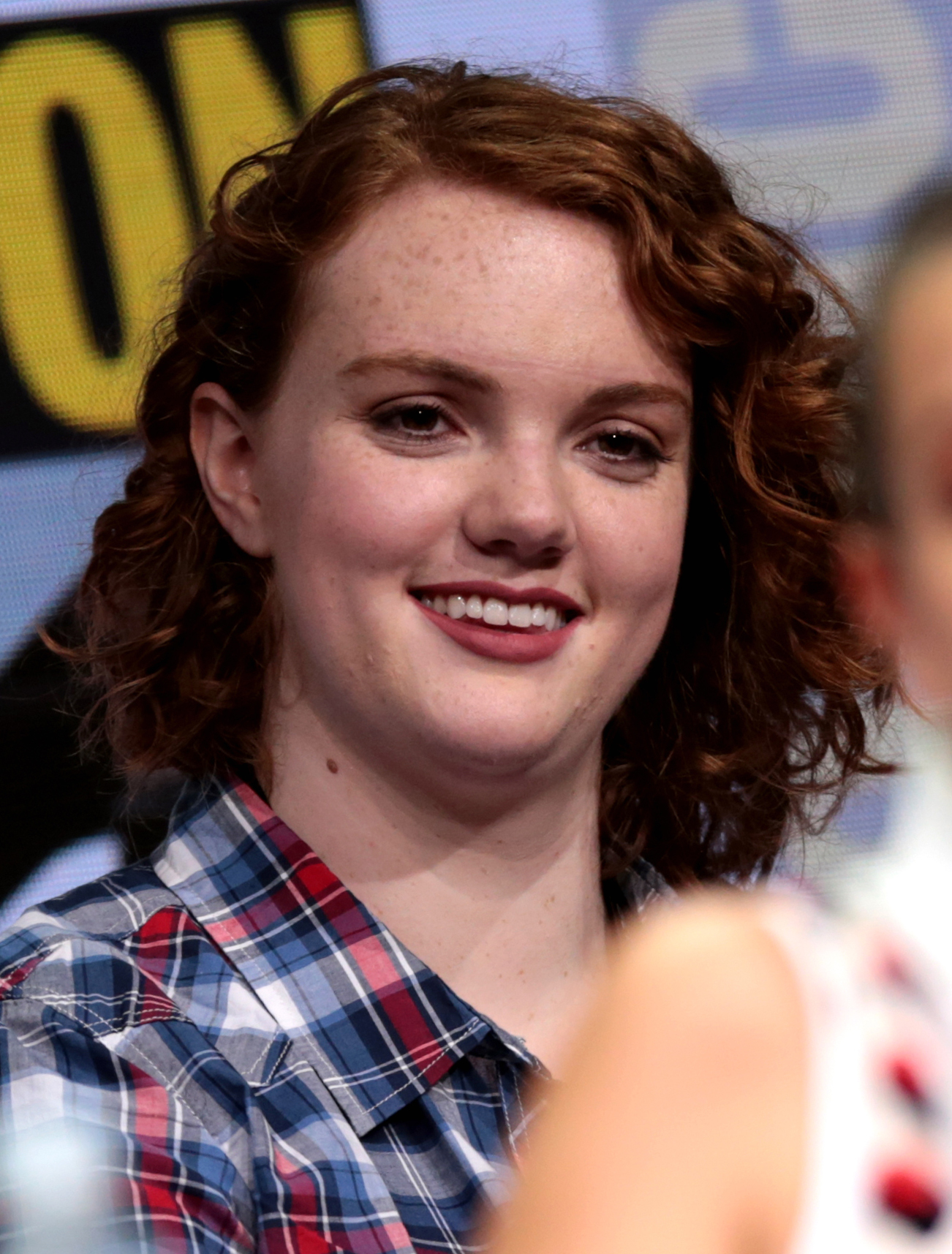
Shannon Purser, 2017

Shannon Purser (* 27. Juni 1997 in Atlanta) ist eine US-amerikanische Schauspielerin. Vor allem bekannt wurde Purser durch ihre Rolle der Barbara Holland in der Sci-Fi/Fantasyserie Stranger Things und der Ethel Muggs in der Netflix-Serie Riverdale.

## Leben
Shannon Purser stammt aus Atlanta. Sie spielte als Kind an Schultheateraufführungen mit. Im Alter von sechzehn Jahren wurde sie für den Charakter der Barbara Holland in der 2016 erscheinenden Netflix-Serie Stranger Things ausgewählt. Diese Rolle brachte ihr eine Emmy-Nominierung in der Kategorie Outstanding Guest Actress in a Drama Series ein.
Seit 2017 spielt Shannon Purser die Rolle von Ethel Muggs in der Fernsehserie Riverdale. Im selben Jahr kam der Horrorfilm Wish Upon heraus, in dem sie June Acosta spielte.
Für die 2018 abgedrehte Teeniekomödie Sierra Burgess Is a Loser übernahm Shannon Purser die titelgebende Hauptrolle.

## Filmographie (Auswahl)
- 2016–2017: Stranger Things (Fernsehserie, 7 Folgen, in Folge 2x02 lediglich Sprechrolle)
- 2017–2023: Riverdale (Fernsehserie, 23 Folgen)
- 2017: Wish Upon
- 2018: Life of the Party
- 2018: Rise (Fernsehserie, 10 Folgen)
- 2018: Final Space (Fernsehserie, 4 Folgen, Sprechrolle)
- 2018: Sierra Burgess Is a Loser
- 2020: Room 104 (Fernsehserie, Folge 4x06)

## Nominierungen
Emmy Awards:
- 2017: Nominierung als Beste Gastdarstellerin in einer Dramaserie für Stranger Things